# In Little Italy (film, 1912)
Pour les articles homonymes, voir In Little Italy.
Pour plus de détails, voir Fiche technique et Distribution.
In Little Italy est un film muet américain réalisé par William V. Mong et sorti en 1912.

## Fiche technique
- Réalisation : William V. Mong
- Production : William Nicholas Selig
- Date de sortie : États-Unis : 27 février 1912

## Distribution
- Rex De Rosselli
- J.S. Kennedy
- Adrienne Kroell
- Lillian Leighton
- Frank Weed
- Jessie Stewart
- Maud Hilmann
- Harry Lonsdale
- William Stowell
- Frank Masch
- George L. Cox
- William Duncan
- Myrtle Stedman
- Charles Arling